# 히로시마 시립 대학
히로시마 시립 대학(일본어: 広島市立大学,Hiroshima City University)은 일본의 시립 대학이다. 대학 본부는 히로시마현 히로시마시 아사미나미구(安佐南區)에 있다. 일본 공립대학 유일한 국제학부를 설치하고 있다.

## 연혁
- 1994년 히로시마 시립 대학 설립 (제1회 입학 383명).
- 1998년 대학원 석사과정을 개설. 히로시마 평화 연구소를 설치.
- 2000년 대학원 박사과정을 개설.

## 캠퍼스
- 히로시마현 히로시마시 아사미나미 구(安佐南區) 오쓰카히가시(大塚東) 3-4-1.

## 조직

### 학부
- 국제학부
  - 국제학과
    - 국제정치/평화 프로그램
    - 공공정책/NPO 프로그램
    - 다문화(多文化) 공생 프로그램
    - 언어/커뮤니케이션 프로그램
    - 국제 비즈니스 프로그램
- 정보과학부
  - 정보공학과
  - 지능공학과
  - 시스템 공학과
- 예술학부
  - 미술학과
  - 디자인 공예학과

### 대학원
- 국제학 연구과
- 정보과학 연구과
- 예술학 연구과

### 부속기관
- 히로시마 평화 연구소
- 도서관
- 어학 센터
- 정보처리 센터
- 예술자료관